# Justicia afromontana
Justicia afromontana är en akantusväxtart som beskrevs av M. Hedrén. Justicia afromontana ingår i släktet Justicia och familjen akantusväxter. Inga underarter finns listade i Catalogue of Life.